# CRR-Wertpapierfirma
Unter CRR-Wertpapierfirma (früher Wertpapierhandelsunternehmen) versteht man Finanzdienstleistungsinstitute, die das Finanzkommissions- oder das Emissionsgeschäft betreiben oder Institute, die als Betreiber eines multilateralen Handelssystems, des Platzierungsgeschäfts oder als Eigenhändler für andere fungieren.

## Entstehungsgeschichte
Das Kreditwesengesetz (KWG) kannte bis Dezember 2014 den Begriff des Wertpapierhandelsunternehmens. Der ersetzende Begriff CRR-Wertpapierfirma entstand durch die in allen EU-Mitgliedstaaten seit Januar 2014 geltende Kapitaladäquanzverordnung (englische Abkürzung CRR), die in ihrer Legaldefinition des Art. 4 Abs. 1 Nr. 2 Richtlinie 2013/575/EU CRR auf Art. 4 Abs. 1 Nr. 1 Richtlinie 2004/39/EG verweist. Hiernach handelt es sich bei einer Wertpapierfirma um eine „juristische Person, die im Rahmen ihrer üblichen beruflichen oder gewerblichen Tätigkeit gewerbsmäßig eine oder mehrere Wertpapierdienstleistungen für Dritte erbringt und/oder eine oder mehrere Anlagetätigkeiten ausübt“. Unter diesen Begriff fallen solche Finanzdienstleistungsinstitute, für welche die Kapitaladäquanzverordnung unmittelbar anzuwenden ist. Wertpapierfirmen gehören neben den CRR-Kreditinstituten zu den „CRR-Instituten“, ohne selbst als Kreditinstitute zu gelten. In § 1 Abs. 3d Satz 2 KWG wird auch bezüglich der Wertpapierfirmen auf die Geltung der Kapitaladäquanzverordnung verwiesen.

## Geschäftszweck
Wertpapierfirmen erbringen bestimmte Wertpapierdienstleistungen. Für Wertpapierfirmen gelten im Vergleich deutlich höhere aufsichtsrechtliche Anforderungen als für die übrigen Finanzdienstleistungsinstitute nach dem KWG. CRR-Wertpapierfirmen sind Institute, welche das Finanzkommissions- oder das Emissionsgeschäft betreiben (Bankgeschäfte im Sinne von § 1 Abs. 1 Satz 2 Nr. 4 bzw. Nr. 10 KWG) oder Institute, die eine Finanzdienstleistung (im Sinne des § 1 Absatz 1a Satz 2 Nr. 1b, 1c oder 4 KWG) anbieten, also als Betreiber eines multilateralen Handelssystems, des Platzierungsgeschäfts oder als Eigenhändler für andere (mit Ausnahme des Hochfrequenzhandels gemäß § 1 Absatz 1a Satz 2 Nr. 4 d KWG) tätig sind. Ferner sind Finanzdienstleistungsinstitute, die Finanzdienstleistungen gemäß § 1 Abs. 1a Satz 2 Nr. 1, 1a, 2 oder 3 KWG (Anlageberatung, Anlage- und Abschlussvermittlung sowie Finanzportfolioverwaltung) anbieten, auch dann als Wertpapierfirma einzustufen, wenn sie über die Befugnis verfügen, sich bei der Erbringung dieser Dienstleistungen Eigentum oder Besitz an Geldern oder Wertpapieren von Kunden zu verschaffen und/oder auf eigene Rechnung mit Finanzinstrumenten handeln, ohne dass dies den Tatbestand des Eigenhandels nach § 1 Abs. 1a Satz 2 Nr. 4 KWG erfüllt. Andere Bankgeschäfte wie Kreditgeschäfte oder Einlagengeschäfte sind ihnen untersagt.
Hierzu gehören konkret insbesondere Wertpapierhandelsbanken, Eigenhändler, Anlagen- und Abschlussvermittler, Anlageberater, Finanzportfolioverwalter, Unternehmen mit eingeschränktem Verwahrgeschäft, Unternehmen als Betreiber eines multinationalen Handelssystems oder Betreiber von Platzierungsgeschäften.

## Rechtsfolgen
Zwar ist die Kapitaladäquanzverordnung unmittelbar auf Wertpapierfirmen anzuwenden, doch werden CRR-Wertpapierfirmen von einigen Vorschriften ausgenommen. Gemäß Art. 498 Abs. 1 CRR gelten die Eigenmittelvorschriften der Kapitaladäquanzverordnung nicht für Wertpapierfirmen, deren Haupttätigkeit ausschließlich in der Erbringung von Investitionsdienstleistungen oder Tätigkeiten im Zusammenhang mit den Finanzinstrumenten gemäß Anhang I Abschnitt C Nr. 5, 6, 7, 9 und 10 der Richtlinie 2004/39/EG besteht und für die die Richtlinie 93/22/EWG am 31. Dezember 2006 nicht galt. Ebenso gelten nach Art. 493 Abs. 1 CRR die Großkreditregelungen nicht für CRR-Wertpapierfirmen.

## International
Während in Deutschland der Großteil des Wertpapierhandels über die Großbanken, Sparkassen, Genossenschaftsbanken und sonstige Kreditinstitute betrieben wird, spielen in den USA und Japan in diesem Markt spezielle Wertpapierhandelshäuser und Brokerunternehmen eine weit bedeutendere Rolle. In Österreich wird für CRR-Kreditinstitute und CRR-Wertpapierfirmen in § 1a Abs. 1 BWG ebenfalls auf die EU-Verordnung verwiesen.